# جان (مقاطعة دورود)
جان (بالفارسية: ژان) هي قرية تقع في قسم جان الريفي (مقاطعة دورود) في إيران. يقدر عدد سكانها بـ 1,524 نسمة .